# Торбести бозайници
Торбестите или двуутробните бозайници (Marsupialia или Metatheria) са инфраклас бозайници, които се отличават от по-късно възникналите в процеса на еволюцията плацентни бозайници (Eutheria) по начина си на размножаване и отглеждане на потомството, основаващ се на наличието само на един долен отвор в тялото, представляващ край едновременно на пикочно-половата и на храносмилателно-отделителната им системи – устройство, характерно също и за птиците.

## Размножаване
Бременността при двуутробните бозайници е изобщо много кратка, а новородените малки приличат повече на слабо развити зародиши, отколкото на бебета. Това се дължи на факта, че женските не развиват в тялото си плацента, която да им служи за изхранване на потомството им, докато добие по-завършен вид. След раждането си, малките на двуутробните животни по един или друг начин попадат в приспособление, известно като „торба“ (оттам и името – „торбести“), кожен израстък в тялото на майката, във вътрешността на който се намират млечните ѝ жлези и където, защитени от околната среда, новородените порастват.
Подобна, вероятно сродна и може би преходна форма от влечугите или по-древни типове бозайници към двуутробните са така наречените еднопроходни бозайници – от които понастоящем са се запазили птицечовката и ехидната, отличаващи се от торбестите с това, че не раждат малките си, а снасят яйца (ехидната образува торба).

## Разпространение
Торбестите доминират в Австралия, срещат се също в част от Индонезия, а опосумите са се запазили в Южна Америка, от която Австралия се е откъснала. По Панамския провлак торбестите животни проникват и в Северна Америка, но също така оттам преминават (главно след отделянето на Австралия) плацентни бозайници, които представлявайки твърде силна конкуренция за повечето торбести, с времето почти напълно ги изместват и унищожават.
Естественото ограничаване на ареалите на торбестите животни впоследствие е засилено още повече с преселването (интродукцията) на някои животински видове от човека, поради неспособността на торбестите да се защитават от тях, поради конкуренцията, която тези нови видове представляват за тях или поради враждебността на хората, спрямо застрашаващите ги според тях торбести (например тилацинът, торбестият вълк на остров Тасмания е изтребен за да бъдат защитени привнесените стада овце). Освен това, голяма опасност за съществуването на двуутробните животни са ограниченият им генофонд и податливостта им на болести и особено – на тумори.
Същевременно една голяма група торбести животни се е оказала изключително устойчива и е успяла да се разсели и закрепи, както в Австралия и Индонезия, така и в двата американски континента, а именно опосумите (прието е представителите ѝ в Южна Америка и Австралия да се наричат „посуми“). Вирджинският опосум е най-северно разпространения представител както на опосумите, така и на всички торбести животни.
Много торбести са вече изчезнали, като този процес е продължавал милиони години, в хода на тяхното развитие, въпреки че в последните столетия е ускорен от заселването на европейците. Конкретно е доказано, въз основа на разкопки и намерени фосили, че в миналото, особено в Австралия, са живеели множеството различни от настоящите видове, като в някои случаи, между тях има родствени връзки (напр. вероятни предходници на съвременните коали, по-близки до живот по земната повърхност), докато в други това са животни, които са отпаднали по различни причини от местната фауна и са много различни от сегашните – например дългошиесто кенгуру, торбест лъв, торбест носорог. 
Еволюцията на торбестите животни въобще е протичала така, че са се образували голям брой видове твърде сходни външно (конвергентни) с редица видове сред плацентните бозайници (поради сходните условия на живот или стремеж към заемане на подобни екологични ниши). Например съществуват торбести къртици, подобни на европейската къртица, торбестите летящи катерици приличат на обикновената катерица, изчезналият Тилацин прилича на вълк и затова е известен повече като торбест вълк и т.н. Но те са се развили отделно и, предвид устройството и поведението им, приликата често се ограничава само до външния вид, Съществуват и торбести животни, които – обратно – в известен смисъл нямат близък аналог у плацентните.

## Класификация
Таксономичната категория Metatheria (Thomas Henry Huxley, 1880) е почти еднозначна с Marsupialia (Illiger, 1811), но по-обща, тъй като включва и изчезнали близки родственици на торбестите. Торбестите бозайници се делят основно на Американски и Австралийски торбести, но разпространеният в Южна Америка Чилийски опосум (Dromiciops gliroides) се смята за по-близък до австралийските посуми. Американските видове е прието да се наричат опосуми, а австралийските им събратя посуми.
подклас Metatheria (Thomas Henry Huxley, 1880) – Низши или торбести бозайници
- инфраклас Marsupialia (Illiger, 1811) – Торбести бозайници
  - надразред Ameridelphia – Американски торбести
    - разред Didelphimorphia (Gill, 1872) – Опосумоподобни
      - семейство Didelphidae – Опосумови (93 вида)

    - разред Paucituberculata (Ameghino, 1894)
      - семейство Caenolestidae – Ценолестесови (6 вида)

  - надразред Australidelphia – Австралийски торбести
    - разред Microbiotheria (Ameghino, 1889)
      - семейство Microbiotheriidae – с единствен съвременен представител Чилийският посум

    - разред Dasyuromorphia (Gill, 1872) – Хищни торбести
      - семейство Dasyuridae – мишевидни и пороподобни хищни торбести (61 вида)
      - семейство † Thylacinidae – Тилацинови с единствен изчезнал представител Тасманийският вълк
      - семейство Myrmecobiidae – Нумбати или торбести мравояди (1 вид)

    - разред Peramelemorphia (Ameghino, 1889) – Бандикутоподобни
      - семейство Peramelidae – Бандикути или торбести язовци (20 вида)
      - семейство † Chaeropodidae (Gill, 1872) – с единствен представител вероятно изчезналия Свинекрак бандикут *
      - семейство Thylacomyidae (Bensley, 1903) – Билбита или зайцеухи бандикути (2 вида) *

    - разред Notoryctemorphia (Kirsch, in Hunsaker, 1977) – Торбести къртици
      - семейство Notoryctidae – Торбести къртици (2 вида)

    - разред Diprotodontia (Owen, 1866) – Двурезцови торбести
      - семейство Phascolarctidae – с единствен съвременен представител Коалата
      - семейство Vombatidae – Вомбати (3 вида)
      - семейство Phalangeridae – Лазещи торбести, Кускусови (28 вида)
      - семейство Burramyidae – Посуми джуджета (5 вида)
      - семейство Tarsipedidae – с единствен съвременен представител Посумът медоед
      - семейство Petauridae – Торбести летящи катерици, посуми планьори (11 вида)
      - семейство Acrobatidae – Пероопашати посуми планьори (2 вида)
      - семейство Pseudocheiridae – Пръстеноопашати посуми (17 вида)
      - семейство Potoroidae – Плъховидни кенгурута потору (8 вида)
      - семейство Hypsiprymnodontidae (Collett, 1877) – с единствен съвременен представител Мускусното плъхово кенгуру **
      - семейство Macropodidae – Кенгурови (53 вида)

- Отделени от Бандикутите (Peramelidae) в самостоятелно семейство. 

  - Отделени от Плъховите кенгурута (Potoroidae) в самостоятелно семейство. 